# Centre Island Lighthouse
Centre Island Lighthouse ist ein Leuchtturm auf der Insel Raratoka Island, früher Centre Island genannt, am westlichen Ende der Foveaux Strait vor der Südküste der Südinsel Neuseelands. Er markiert das Westende der Foveaux Strait zwischen der Südinsel Neuseelands und Stewart Island und ist einer der wenigen hölzernen Leuchttürme, die in Neuseeland erhalten blieben. Der Leuchtturm wird von Maritime New Zealand betrieben.
Die Insel Rarotoka wurde bereits von den Maori als Landmarke zur Navigation genutzt. 1861 wurde der Bau eines Leuchtturmes entweder auf der Insel oder Stewart Island  erwogen. Eine nähere Untersuchung beider Standorte durch Kapitän Johnson im Jahre 1864 entschied für Center Island.
Die Arbeiten begannen 1877. Es kam jedoch zu Streitigkeiten mit den Maori, von denen die Regierung ihrer Meinung nach das Land im Jahre 1853 gekauft hatte. Bei den Ureinwohnern besitzt die Insel eine besondere spirituelle Bedeutung und war ein beliebter Begräbnisort. Sie besetzten das neuerbaute Leuchtturmwärterhaus  für eine Zeit. Der aus Kauriholz errichtete Leuchtturm wurde am 16. September 1878 erstmals entzündet. Anfangs wurde er mit Rapsöl befeuert, später auf Paraffin umgestellt.
Verantwortlich für den Entwurf des Bauwerkes war John Blackett, dieser wurde auch für das ein Jahr später in Betrieb genommene Cape Maria van Diemen Lighthouse genutzt. Der Turm wurde von ursprünglich drei Leuchtturmwärtern bedient. 1955 wurde der Turm elektrifiziert und von einem Dieselgenerator versorgt, gleichzeitig wurde die Besatzung auf zwei Mann, 1977 auf einen einzigen Wärter reduziert. 1987 wurde der Turm als einer der letzten Neuseelands automatisiert und wird seitdem wie alle Leuchttürme Neuseelands von einem zentralen Kontrollraum am Sitz von Maritime New Zealand in Wellington ferngesteuert. 1990 wurde die Energieversorgung auf Solarenergie umgestellt.